# Wassergericht von Valencia

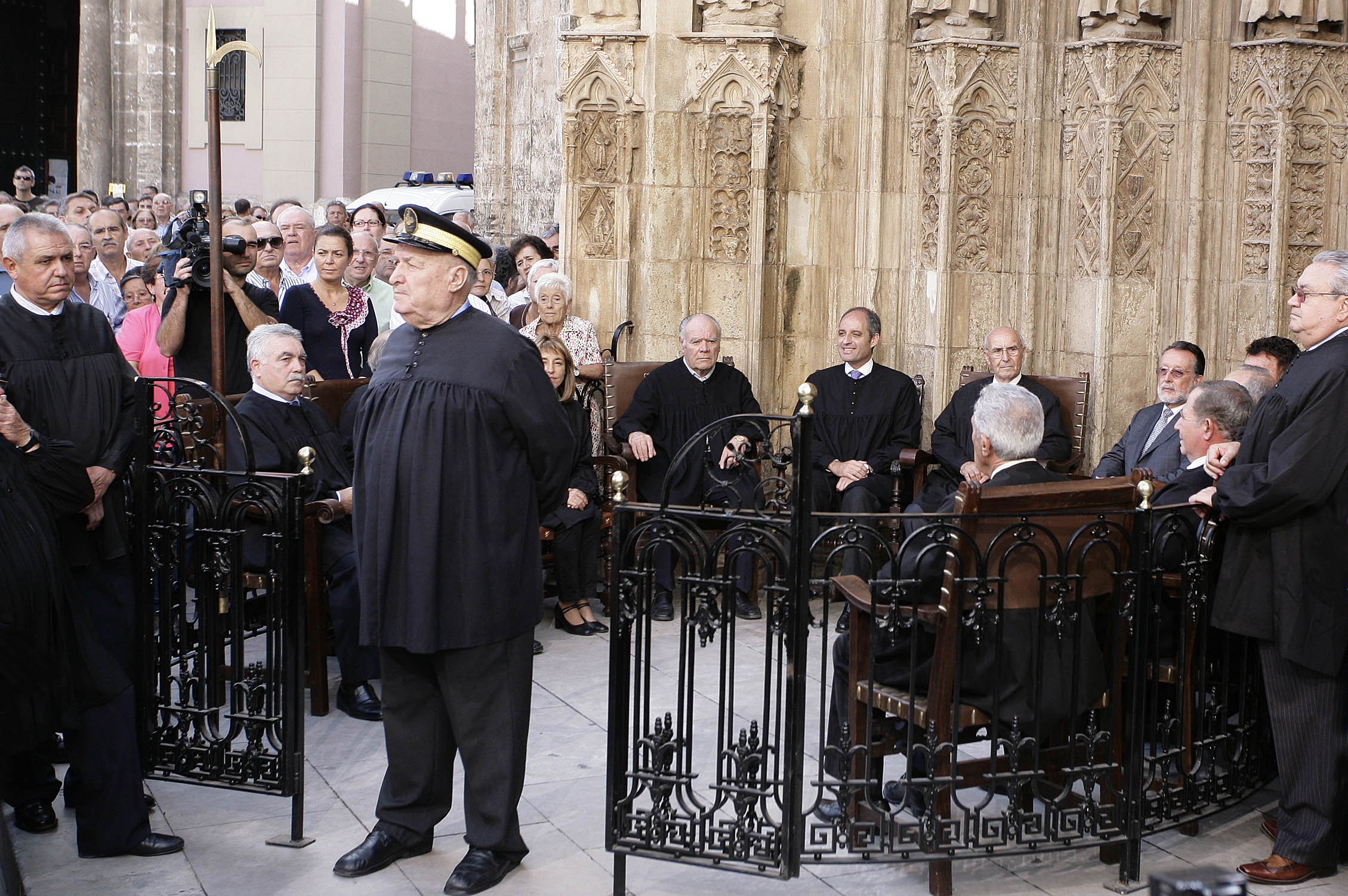
Das Wassergericht von Valencia

Das Wassergericht von Valencia (span. El Tribunal de las Aguas oder El Tribunal de los Acequieros de la Vega, val. Tribunal de les Aigües oder Tribunal de la Vega de València) gilt als die älteste Rechtsinstitution in Europa und einzige Einrichtung ihrer Art, die aus der Araberzeit erhalten blieb. Das Wassergericht wurde gemeinsam mit dem Consejo de Hombres Buenos de la Huerta de Murcia am 30. September 2009 von der UNESCO auf die Repräsentative Liste des immateriellen Kulturerbes der Menschheit eingetragen. Es ist ein einzigartiges öffentliches Verfahren, bei dem hauptsächlich Streitigkeiten unter den Bauern und Grundbesitzern des Umlandes (Huerta) über die Bewässerung der Felder geschlichtet werden.

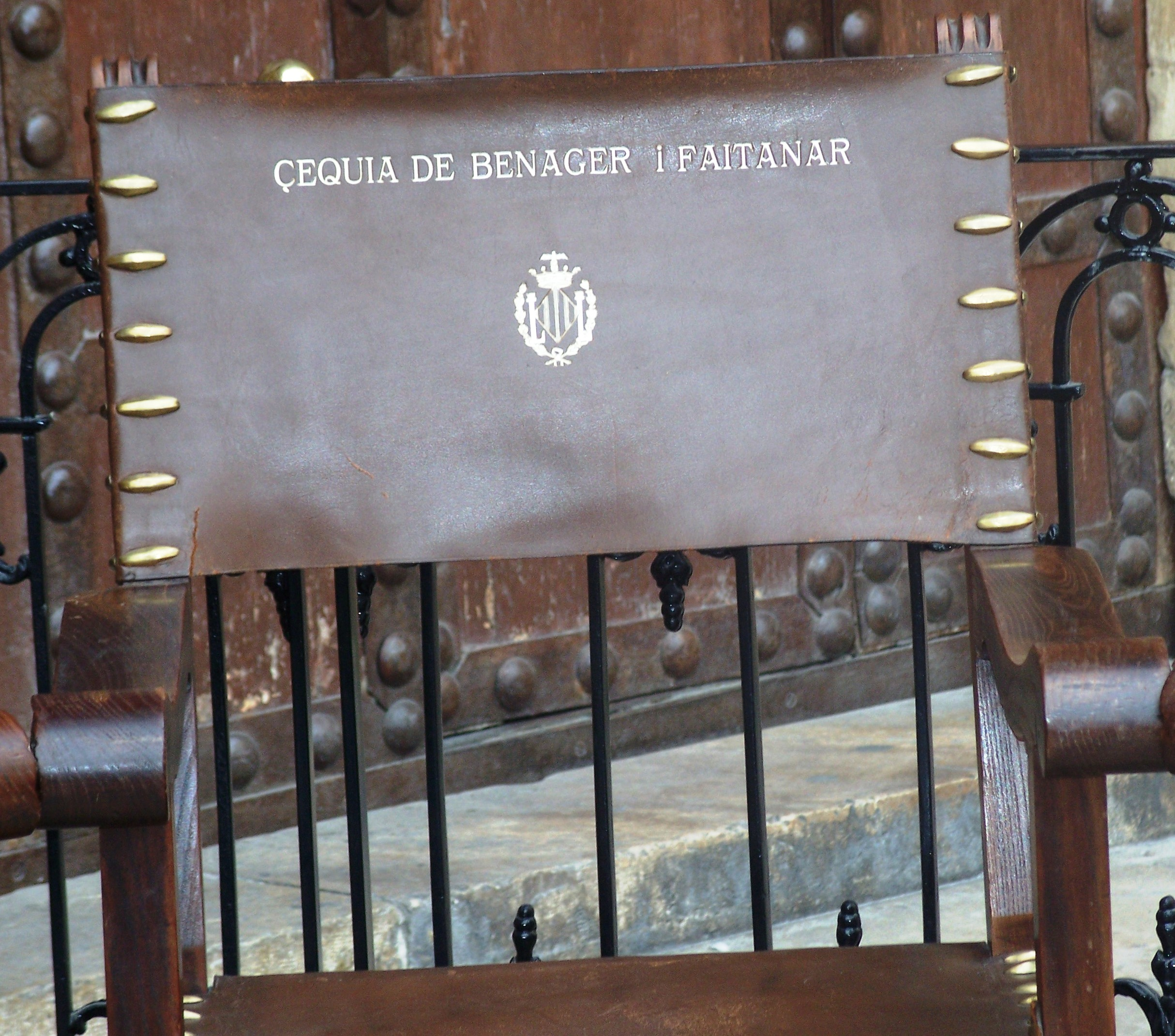
Sitz des Bezirks Benacher y Faytanar

Das Tribunal, bestehend aus acht schwarzgekleideten Richtern (span. síndicos), tagt jeden Donnerstag (ausgenommen an Feiertagen und zwischen Weihnachten und dem Dreikönigstag) zu Mittag vor dem Apostelportal der Kathedrale von Valencia auf der Plaza de la Virgen. Kurz vor zwölf Uhr wird von einem Gerichtsdiener ein Eisengeländer in Form eines Halbkreises mit Eingangstüre und acht Holzstühle aufgestellt. Die Laienrichter werden unter den Bauern der acht Bewässerungsbezirke der Huerta de Valencia (Cuart, Benacher y Faytanar, Tormos, Mislata, Mestalla, Fabara, Rascaña und Robella) gewählt. Unter den acht Richtern wird ein Präsident gewählt, der traditionellerweise aus den Bezirken Fabara oder Tormos stammt. Legitimiert durch die spanische Verfassung sind die vom Tribunal mündlich gefällten Urteile unanfechtbar gültig. Es werden bis auf die Urteilssprüche keine Gerichtsakten geführt und es gibt keine Möglichkeit der Berufung gegen getroffene Urteile des Rats. Das durchgehende Bestehen des Gerichts seit über tausend Jahren, der ungebrochene Respekt gegenüber den Beteiligten sowie die Verfahrensprinzipien, welche modernen Anforderungen entsprechen, machen das Wassergericht einzigartig.

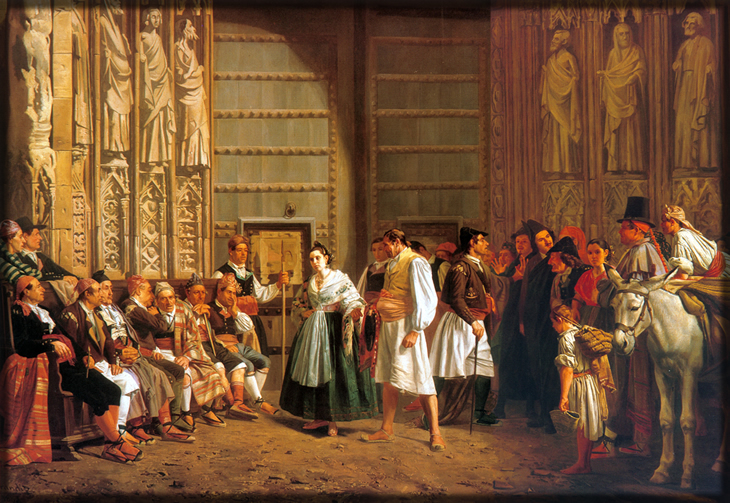
Tribunal de las Aguas von Bernardo Ferrándiz (1865)

Die Anfänge des Wassergerichts gehen zurück ins Mittelalter um 960 n. Chr. während der Herrschaft der Kalifen von Córdoba Abd ar-Rahman III. und al-Hakam II. Bereits zu jener Zeit wurde fahrlässiger Umgang mit Wasser hart bestraft, da man aufgrund der Wasserknappheit der Region auf Bewässerungssysteme zurückgreifen musste. Besonders zu Zeiten der Trockenheit, wenn der Turia kaum Wasser führte, wurde eine einheitliche Regelung der Bewässerung des umliegenden Gebiets notwendig. Sowohl die Art der Bewässerung als auch der Tag bzw. Ort des Gerichts sind arabischen Ursprungs. Der maurische Samstag fällt auf den christlichen Donnerstag, an dem das Tribunal seit Anbeginn um zwölf Uhr mittags (arabisches Tagesende) tagt. Als im 13. Jahrhundert die christliche Kathedrale auf den Resten jener Moschee errichtet wurde, in der das Gericht ursprünglich abgehalten wurde, veranstaltete man das Tribunal fortan vor den Toren des Gotteshauses, um zu ermöglichen, dass auch Moslems, welche noch in großer Zahl Felder bewirtschafteten, daran teilnehmen durften. König Jakob I. von Aragonien bestätigte damals die Weiterführung des Tribunals mit allen Rechten, die es in der Araberzeit hatte. Auch wenn die Zeremonie heute aus Mangel an Streitfällen nur mehr wenige Minuten lang dauert, hat sie nichts von ihrer eigentlichen Funktion verloren und wurde zu einer Attraktion für Touristen.